# Jón Loftur Árnason
Jón Loftur Árnason (* 13. November 1960 in Reykjavík) ist ein isländischer Schachspieler.
In Cagnes-sur-Mer konnte er 1977 die U17-Weltmeisterschaft gewinnen. Die isländische Einzelmeisterschaft konnte er dreimal gewinnen: 1977, 1982 und 1988. Er spielte für Island bei neun Schacholympiaden: 1978 bis 1994. Außerdem nahm er zweimal an den europäischen Mannschaftsmeisterschaften (1992 und 2015) und einmal an der Mannschaftsweltmeisterschaft (1993) in Luzern teil.
Im Jahre 1979 wurde ihm der Titel Internationaler Meister (IM) verliehen. Der Großmeister-Titel (GM) wurde ihm 1986 verliehen. Seine höchste Elo-Zahl war 2555 im Juli 1987. Seit 2014 trägt er den Titel eines FIDE-Trainers.
| Hier fehlt eine Grafik, die leider im Moment aus technischen Gründen nicht angezeigt werden kann. Wir arbeiten daran! |